# Альціон папуанський
Альціо́н папуанський (Todiramphus nigrocyaneus) — вид сиворакшоподібних птахів родини рибалочкових (Alcedinidae). Мешкає на Новій Гвінеї та на сусідніх островах.

## Опис
Довжина птаха становить 23 см, вага 51-57 г. Обличчя чорне, тім'я сине, горло біле. у самців забарвлення нижньої частини варіюється від рудого до темно-синього, на нижній частині грудей біла смуга. У самиць живіт білий.

## Підвиди
Виділяють три підвиди:
- T. n. nigrocyaneus (Wallace, 1862) — острови Салаваті[en] і Батанта, захід і південний захід Нової Гвінеї;
- T. n. quadricolor (Oustalet, 1880) — острів Япен, північ Нової Гвінеї;
- T. n. stictolaemus (Salvadori, 1876) — південь і південний схід Нової Гвінеї.

## Поширення і екологія
Папуанські альціони мешкають на Новій Гвінеї, за винятком сходу і внутрішніх районів, а також на сусідніх островах Салаваті, Батанта і Япен. Вони живуть в підліску вологих тропічних лісів, поблизу річок і озер, на болотах і мангрових заростях. Живляться рибою, ящірками і крабами.

## Збереження
МСОП класифікує стан збереження цього виду як близький до загрозливого. За оцінками дослідників, популяція папуанських альціонів становить від 2500 до 10000 птахів. Їм загрожує знищення природного середовища.